# فيليب الأول (فيلاديلفوس)
ديميتريوس الأول (المخلص) (باليونانية القديمة: Φίλιππος Α' ὁ Φιλάδελφος) ملك الدولة السلوقية في عصر هلنستي والذي حكم سوريا من (95 ق.م - 83 ق.م أو 75 ق.م). وهو الابن الرابع لأنطيوخوس الثامن وزوجته تريفانميا. بعد اغتيال أخيه الأكبر سلوقس السادس، استولى فيليب على العرش مناصفة مع أخيه التوأم أنطيوخوس الحادي عشر وخططوا للأخذ بثأر أخيهم. في (93 ق.م) أخذ فيليب وأخيه أنطاكيا من ابن عمهم أنطيوخوس العاشر. أصبح أنطيوخوس الحادي عشر حاكما لأنطاكيا فيما تراجع فيليب لحصن في شمال سوريا. عاد أنطيوخوس العاشر وقتل أنطيوخوس الحادي عشر في نفس السنة ليتحد فيليب مع أخيه الأصغر ديميتريوس الثالث الذي كان مقره دمشق ويقتلوا أنطيوخوس العاشر في (88 ق.م تقريبا). على الرغم من استيلاء ديميتريوس الثالث على العاصمة والانقلاب على أخيه فيليب ومحاصرته في حلب، إلا أن الأخير استطاع السيطرة على أنطاكيا، وسقطت دمشق في يد أخيه الآخر أنطيوخوس الثاني عشر.
فيليب الأول حاول الاستيلاء على دمشق، إلا أنه لم يستطع؛ مما أدى لاختفائه من سجلات التاريخ وعدم معرفة زمن وطريقة موته. رفض الأنطاكيون كما يبدو فيليب الثاني ليكون خليفة أبيه؛ لذا استدعوا ديكرانوس الثاني من مملكة أرمينيا ليترأس المدينة. في حين أن دخول ديكرانوس المدينة يعود ل(83 ق.م)، يرجح معظم العلماء أن وفاة فيليب كانت في نفس السنة، ولكن تشير بعض مالصادر إلى وقوع النزاع في (74 ق.م). تشير أدلة ومؤشرات النقاد في الأدب المعاصر القديم إلى أن فيليب الأول قد مات في (75 ق.م)، وذلك بالأخذ بأن أرملة أنطيوخوس العاشر كليوباترا سيلين وابنها أنطيوخوس الثالث عشر سيطروا على الجنوب بعد وفاة أنطيوخس الثاني عشر في (82 ق.م).